# Carina Hägg
Carina Lena Hägg, född 17 februari 1957 i Rydaholms församling i Jönköpings län, är en svensk politiker (socialdemokrat), som var riksdagsledamot 1995–2014. Hägg har suttit i förbundsstyrelsen för Sveriges socialdemokratiska kvinnoförbund och varit ordförande för S-Kvinnor i Jönköpings län.
Under sin tid som riksdagsledamot har hon bland annat försvarat att aborter på kvinnor som ej omfattas av den svenska lagstiftningen genomförts i smyg på bland annat en vårdenhet i Jönköpings läns landsting samt verkat för att lagstiftningen ska ändras så att dessa aborter blir lagliga.
I november 2013 flyttades Hägg neråt på Socialdemokraterna i Jönköpings läns riksdagslista inför valet nästkommande år, till en plats där hon sannolikt enbart skulle kunna ta sig in i riksdagen via personkryss. Hon menar själv att beslutet var en bestraffning från partiet för att hon kritiserat utnämningen av Omar Mustafa till Socialdemokraternas partistyrelse, och att det tagits i samröre med Islamiska förbundet samt Socialdemokrater för tro och solidaritet. Till följd av detta skrev hon en debattartikel i Expressen där hon anklagade dåvarande partisekreteraren Carin Jämtin för att ha bedrivit en internkampanj mot henne. Partidistriktet inkallade sedan en extra valkonferens, där hon ströks från listan helt. I samband med detta slutade hon också som ordförande för S-kvinnor i Jönköpings län. Efter petningarna har hon lämnat politiken helt och driver nu eget företag, men sade sig fortfarande vara "ideologiskt övertygad socialdemokrat" och att hon skulle rösta på Socialdemokraterna i valet 2014.